# Henry Källgren

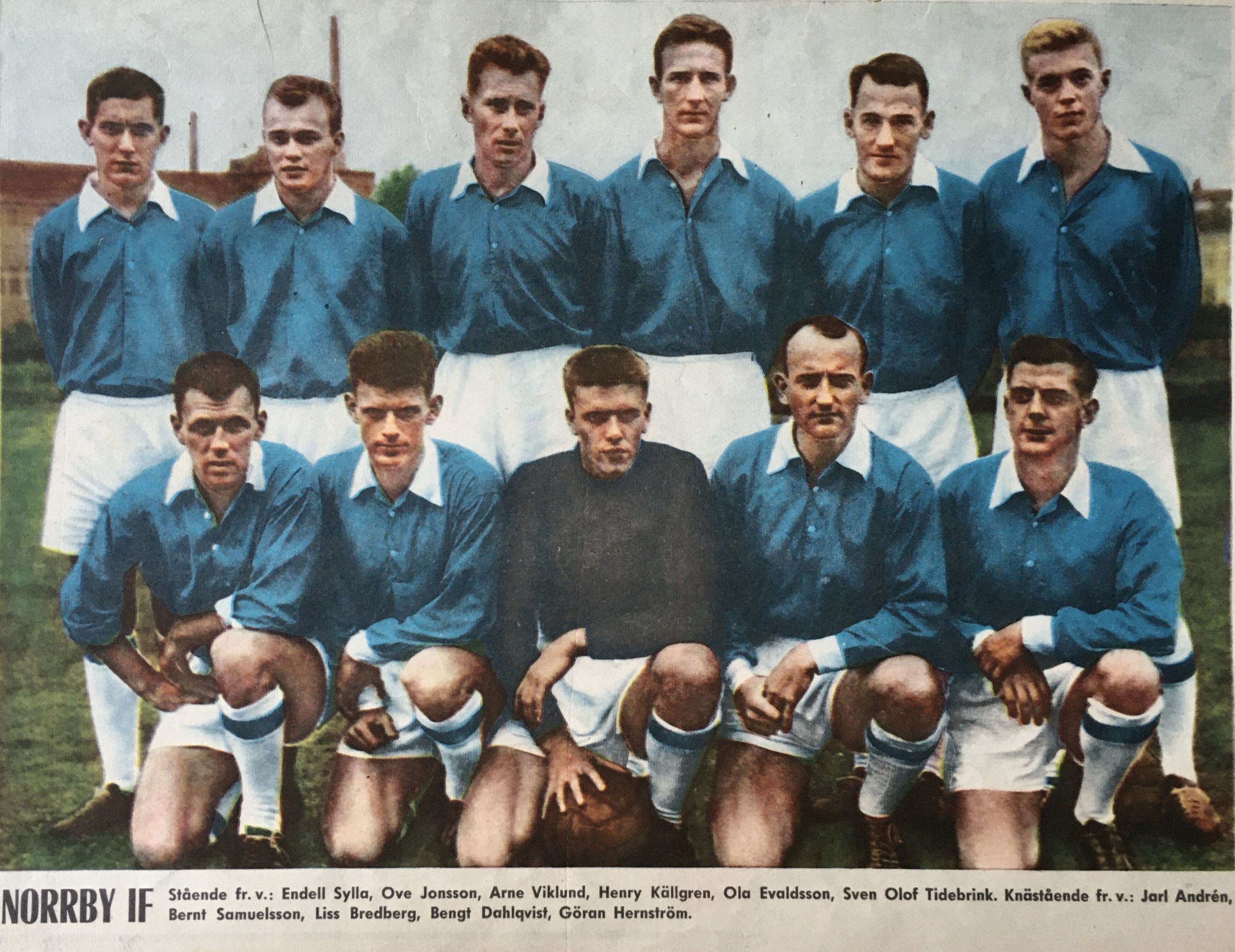
Norrby IF 1960 med den landslagsmeriterade anfallaren Henry Källgren i laget.

Henry "Putte" Källgren, född 13 mars 1931 i Norrköping, död 21 januari 2005 i Helsingborg, var en svensk fotbollsspelare, åttafaldig landslagsman och svensk mästare för IFK Norrköping säsongerna 1951/52, 1955/56 och 1956/57.
Källgren vann, tillsammans med Bertil "Bebben" Johansson, den allsvenska skytteligan "maratonsäsongen" 1957/58 med 27 gjorda mål.

## Fotbollskarriär
Henry Källgren var en av de främsta svenska anfallsspelarna på 1950-talet och är den bäste allsvenske målskytten genom tiderna i IFK Norrköping med 126 mål på 181 matcher. 1958 vann han Allsvenskans skytteliga med 27 mål på 33 matcher, en titel han delade med Bertil "Bebben" Johansson, IFK Göteborg.
Henry Källgrens moderklubb var Norrköpings FF där han spelade både fotboll och ishockey. Först 1950 började han att satsa på fotbollen, detta när han fick följa med fotbollslaget på en turné till Afrika. Han blev sedan IFK Norrköping trogen fram t o m 1960. Han började då arbeta på en bensinstation och gjorde en kontroversiell övergång till Norrby IF.
I landslaget fick han få tillfällen men tog chanserna när han fick dem. Han landslagsdebuterade som vänsterinner 1953 mot Ungern i Budapest och gjorde ett mål i matchen som slutade 2–2. Totalt gjorde han åtta mål på åtta landskamper.
År 1958 var han med i  VM-truppen och spelade en match, 0–0-matchen mot Wales.
Henry Källgrens spelstil karakteriserades av snabbhet, framfusighet och en sällsynt påpasslighet framför mål.

### Webbsidor
- Svenska landslagsmän, svenskfotboll.se. Läst 28 januari 2013.